# VM i skak 1935
VM i skak 1935 var en match mellem den regerende mester, den i Frankrig bosatte russer, Alexander Aljechin og udfordreren Max Euwe fra Holland. Euwe havde fået samlet bred opbakning i Holland og matchen blev afviklet i en række hollandske byer med de fleste af partierne i Amsterdam. Matchen gik til bedste af 30 partier; Max Euwe vandt overraskende 15½ – 14½ og blev ny verdensmester i skak.

## Baggrund
Aljechin, som vandt verdensmesterskabet ved en match mod José Raúl Capablanca i 1927, havde forsvaret titlen i to matcher mod Efim Bogoljubov i hhv. 1929 og 1934. Da Bogoljubov ikke længere var en reel kandidat, og Aljechin omhyggeligt undgik at give Capablanca muligheden for revanche, var der i 1935 to reelle udfordrere: Salo Flohr fra Tjekkoslovakiet og Max Euwe fra Holland delte andenpladsen efter Aljechin i turneringen i Zürich 1934, og det var hollænderen, som var i stand til at rejse den nødvendige kapital.

## Matchregler
Der blev spillet til bedst af 30 partier. Aljechin ville beholde titlen ved 15 – 15.

## Styrkeforholdet inden matchen
Inden matchen var Aljechin overbevist om, at han ville vinde og skrev bl.a. i en artikel i et tidsskrift for russiske emigranter, at han ikke regnede Euwe for en verdensmester. I samme artikel medgav han dog, at han ikke ville være så velforberedt på åbningsspillet som modstanderen, idet han ikke mente, at det ville være afgørende i en match.
Ud over det faktum, at Aljechin var tidens dominerende spiller, kunne han se på Euwes matchresultater for at overbevise sig om, at han selv var favorit: Euwe havde bl.a. tabt to matcher til Bogoljubov.
Men Euwe havde en anden plan. Han forberedte sig grundigt til matchen og studerede bl.a. partierne fra Zürich, hvor han fandt frem til at Aljechin især var overlegen inden for åbningsspillet, og hvis han ikke fik fordel her, var han villig til at komplicere spillet for at mudre vandene. Derfor tog Euwe til Wien for at studere åbninger.

## Matchresultat
| VM matchen Aljechin - Euwe, 1935 | VM matchen Aljechin - Euwe, 1935 | VM matchen Aljechin - Euwe, 1935 | VM matchen Aljechin - Euwe, 1935 | VM matchen Aljechin - Euwe, 1935 | VM matchen Aljechin - Euwe, 1935 | VM matchen Aljechin - Euwe, 1935 | VM matchen Aljechin - Euwe, 1935 | VM matchen Aljechin - Euwe, 1935 | VM matchen Aljechin - Euwe, 1935 | VM matchen Aljechin - Euwe, 1935 | VM matchen Aljechin - Euwe, 1935 | VM matchen Aljechin - Euwe, 1935 | VM matchen Aljechin - Euwe, 1935 | VM matchen Aljechin - Euwe, 1935 |
| Parti                            | Dato (1935)                      | Hvid                             | Sort                             | Resultat                         | I alt Aljechin                   | I alt Euwe                       | -                                | Parti                            | Dato (1935)                      | Hvid                             | Sort                             | Resultat                         | I alt Aljechin                   | I alt Euwe                       |
| -------------------------------- | -------------------------------- | -------------------------------- | -------------------------------- | -------------------------------- | -------------------------------- | -------------------------------- | -------------------------------- | -------------------------------- | -------------------------------- | -------------------------------- | -------------------------------- | -------------------------------- | -------------------------------- | -------------------------------- |
| 1                                | 3. oktober                       | Aljechin                         | Euwe                             | 1 - 0                            | 1                                | 0                                | -                                | 16                               | 7. november                      | Euwe                             | Aljechin                         | 0 - 1                            | 8½                               | 7½                               |
| 2                                | 6. oktober                       | Euwe                             | Aljechin                         | 1 - 0                            | 1                                | 1                                | -                                | 17                               | 9. november                      | Aljechin                         | Euwe                             | ½ – ½                            | 9                                | 8                                |
| 3                                | 8. oktober                       | Aljechin                         | Euwe                             | 1– 0                             | 2                                | 1                                | -                                | 18                               | 12. november                     | Euwe                             | Aljechin                         | ½ – ½                            | 9½                               | 8½                               |
| 4                                | 10. oktober                      | Euwe                             | Aljechin                         | 0 – 1                            | 3                                | 1                                | -                                | 19                               | 14. november                     | Aljechin                         | Euwe                             | 1 – 0                            | 10½                              | 8½                               |
| 5                                | 12. oktober                      | Aljechin                         | Euwe                             | ½ – ½                            | 3½                               | 1½                               | -                                | 20                               | 16. november                     | Euwe                             | Aljechin                         | 1 – 0                            | 10½                              | 9½                               |
| 6                                | 15. oktober                      | Euwe                             | Aljechin                         | ½ - ½                            | 4                                | 2                                | -                                | 21                               | 19. november                     | Aljechin                         | Euwe                             | 0 – 1                            | 10½                              | 10½                              |
| 7                                | 17. oktober                      | Aljechin                         | Euwe                             | 1 – 0                            | 5                                | 2                                | -                                | 22                               | 24. november                     | Euwe                             | Aljechin                         | ½ – ½                            | 11                               | 11                               |
| 8                                | 20. oktober                      | Euwe                             | Aljechin                         | 1 – 0                            | 5                                | 3                                | -                                | 23                               | 26. november                     | Aljechin                         | Euwe                             | ½ – ½                            | 11½                              | 11½                              |
| 9                                | 22. oktober                      | Aljechin                         | Euwe                             | 1 – 0                            | 6                                | 3                                | -                                | 24                               | 28. november                     | Euwe                             | Aljechin                         | ½ – ½                            | 12                               | 12                               |
| 10                               | 24. oktober                      | Euwe                             | Aljechin                         | 1 – 0                            | 6                                | 4                                | -                                | 25                               | 1. december                      | Aljechin                         | Euwe                             | 0 – 1                            | 12                               | 13                               |
| 11                               | 27. oktober                      | Aljechin                         | Euwe                             | ½ – ½                            | 6½                               | 4½                               | -                                | 26                               | 3. december                      | Euwe                             | Aljechin                         | 1 – 0                            | 12                               | 14                               |
| 12                               | 29. oktober                      | Euwe                             | Aljechin                         | 1 – 0                            | 6½                               | 5½                               | -                                | 27                               | 6. december                      | Aljechin                         | Euwe                             | 1–0                              | 13                               | 14                               |
| 13                               | 1. november                      | Aljechin                         | Euwe                             | ½ – ½                            | 7                                | 6                                | -                                | 28                               | 6. december                      | Euwe                             | Aljechin                         | ½ – ½                            | 13½                              | 14½                              |
| 14                               | 2. november                      | Euwe                             | Aljechin                         | 1 – 0                            | 7                                | 7                                | -                                | 29                               | 12. december                     | Aljechin                         | Euwe                             | ½ – ½                            | 14                               | 15                               |
| 15                               | 5. november                      | Aljechin                         | Euwe                             | ½ - ½                            | 7½                               | 7½                               | -                                | 30                               | 15. december                     | Euwe                             | Aljechin                         | ½ – ½                            | 14½                              | 15½                              |

## Forsøg på at få VM under FIDE
Mens Euwe var verdensmester, accepterede han at lade verdensskakforbundet FIDE overtage arrangementet af verdensmesterskabet. Efter planen skulle der gennemføres en slags kandidatturnering, hvor man samlede en række af verdens bedste spillere for at finde en udfordrer til verdensmesteren. Denne turnering blev gennemført i Holland i form af AVRO turneringen 1938. Men i mellemtiden generobrede Aljechin titlen efter revanchematchen i 1937, og han nåede aldrig længere end til forhandlinger om en ny match, før 2. verdenskrig brød ud. Først i 1948 kom verdensmesterskabet i faste rammer under FIDE.